# 서익
서익(徐益, 1542년~1587년)은 조선의 문신이다. 본관은 부여(扶餘), 자는 군수(君受), 호는 만죽(萬竹)이다.

## 생애
1564년 생원시에 합격하였고, 1569년(선조 2) 별시 문과에 병과로 급제하였다.
병조·이조좌랑, 교리, 사인(舍人)을 역임하고, 외직으로 서천군수·안동부사·의주목사 등을 지냈다. 이이의 영향을 받아 육조방략(六條方略)으로써 북방을 선무(宣撫)하였다.
1585년(선조 18) 의주목사(義州牧使)로 재직 중 정여립(鄭汝立)을 비판하고, 정여립으로부터 탄핵을 받은 이이(李珥)와 정철(鄭澈)을 변호하는 상소를 올렸다.

## 저서
- 『만죽헌집(萬竹軒集)』

## 가족 관계
- 조부 : 서관(徐寬)
  - 아버지 : 서진남(徐震男)
- 외조부 : 이약해(李若海) - 직제학
  - 어머니 : 광주 이씨(廣州李氏)
  - 처부 : 황정수(黃廷秀)
    - 부인 : 장수 황씨(長水黃氏)
      - 아들 : 서용갑(徐龍甲)
        - 손자 : 서운기(徐雲驥)

      - 서자 : 서양갑(徐羊甲)

## 사후
충청도 은진(恩津)의 갈산서원(葛山書院)에 배향되었다가 임진란때 서원이 불에타 우암 송시열이 주청으로 인근 산노리 효암서원에 배향되었으나, 위차 문제가 발생하자 집안에서 로 현 육곡리 행림서원으로 재차 모시게 되었다.